# 127 (getal)
127 is het natuurlijke getal volgend op 126 en voorafgaand aan 128.
Wiskundigen en informatici kennen 127 als het 31e priemgetal en het vierde Mersennepriemgetal: {\displaystyle 2^{7}-1}. Dat laatste geeft bovendien aan, dat dit het grootste getal is dat met een 7-bits binaire code weergegeven kan worden. 
In het vakgebied van de elektronica is het een waarde uit de E-reeks E48, E96 en E196.